# The Scientist
"The Scientist" là đĩa đơn thứ hai từ album phòng thu thứ hai của ban nhạc alternative rock người Anh Coldplay, A Rush of Blood to the Head (2002). Bài hát được sáng tác bởi tất cả các thành viên trong ban nhạc cho album trên. Bài hát được xây dựng quanh tiếng đàn piano ballad, với lời hát kể về sự mong muốn chân thành của người đàn ông được yêu thương và nói lên lời xin lỗi. Bài hát đã được phát hành tại Anh và ngay lập tức đạt vị trí 10 trên bảng xếp hạng UK Singles Chart. Bài hát là đĩa đơn duy nhất của album được phát hành tại Hoa Kỳ và đạt vị trí thứ 18 trên các bảng xếp hạng Billboard Modern Rock Tracks Mỹ và thứ 34 trên Adult Top 40.
"The Scientist" được sự đánh giá tích cực từ phía các nhà phê bình âm nhạc và họ khen ngợi tiếng piano ballad và falsetto trong bài hát. Một số bản remix của bài hát đã được thực hiện, và tiếng riff của nó đã được sử dụng rộng rãi. MV của đĩa đơn cũng giành được 3 Giải Video âm nhạc của MTV bởi sự sắp xếp bối cảnh quay chậm ngược thời gian độc đáo. Bài hát cũng đã được giới thiệu trong album trực tiếp của ban nhạc Live 2003 và là bài hát luôn xuất hiện trong các buổi trình diễn trực tiếp của ban nhạc kể từ năm 2002.

## Xếp hạng và chứng nhận

### Xếp hạng
| Bảng xếp hạng (2002-03)              | Vị trí cao nhất |
| ------------------------------------ | --------------- |
| Áo (Ö3 Austria Top 40)               | 8               |
| Bỉ (Ultratip Flanders)               | 6               |
| Bỉ (Ultratip Wallonia)               | 10              |
| Canada (Nielsen SoundScan)           | 16              |
| Pháp (SNEP)                          | 96              |
| Đức (GfK)                            | 26              |
| Hungary (Single Top 40)              | 18              |
| Ireland (IRMA)                       | 15              |
| Hà Lan (Single Top 100)              | 20              |
| Polish Singles Chart                 | 1               |
| Thụy Điển (Sverigetopplistan)        | 56              |
| Thụy Sĩ (Schweizer Hitparade)        | 28              |
| Anh Quốc (OCC)                       | 10              |
| Hoa Kỳ Alternative Songs (Billboard) | 18              |
| Hoa Kỳ Adult Pop Airplay (Billboard) | 34              |
| Úc (ARIA)                            | 40              |
| Ý (FIMI)                             | 23              |

### Chứng nhận
| Quốc gia                                                                                             | Chứng nhận  | Số đơn vị/doanh số chứng nhận |
| --- | ----------- | ----------------------------- |
| Anh Quốc (BPI)                                                                                       | 2× Bạch kim | 1.200.000‡                    |
| Đan Mạch (IFPI Đan Mạch)                                                                             | Bạch kim    | 90.000‡                       |
| Hoa Kỳ (RIAA)                                                                                        | Vàng        | 500.000*                      |
| Ý (FIMI)                                                                                             | 3× Bạch kim | 150.000‡                      |
| * Chứng nhận dựa theo doanh số tiêu thụ. ‡ Chứng nhận dựa theo doanh số tiêu thụ và phát trực tuyến. |             |                               |